# Kapky (film)
Kapky (v anglickém originále Windfall) je americký kriminální filmový thriller z roku 2022, který natočil Charlie McDowell podle scénáře Andrewa Kevina Walkera a Justina Ladera. Ve filmu hrají Jason Segel, Lily Collins a Jesse Plemons.
Film byl uveden 18. března 2022 společností Netflix.

## Děj
Bohatý generální ředitel s manželkou přijíždějí do své letní vily a nacházejí zde lupiče. Ředitel nabízí peníze výměnou za to, že nebudou volat policii. Lupič je i přesto je zamkne v sauně.
Později si lupič všimne bezpečnostní kamery a vrací se s novým požadavkem: chce půl milionu dolarů v hotovosti. Ředitel volá své asistentce, která slíbí doručení peněz následující den.
Mezi trojicí dochází k napjatým rozhovorům, které odhalují problémy v manželství páru – ředitel touží po dětech, zatímco jeho žena je nešťastná. Lupič ji obviní, že se stala obětí vlastního rozhodnutí vdát se za peníze.
Druhý den ředitel odhadne, že lupič je jeden z bývalých zaměstnanců, propuštěný kvůli snižování počtu zaměstnanců, které zavedl. Přijíždí zahradník, s nímž probírá výsadbu stromu. Ředitel mu tajně napíše zprávu o přivolání policie, čehož si lupič všimne. Nutí zahradníka vstoupit do domu. Manželka i lupič obviní ředitele z ohrožení nevinného člověka.
Když se napětí stupňuje, ředitel ztrácí nervy a ponižuje lupiče, nazývá jeho život bezcenným. Po výstřelu do stropu se zahradník pokusí uprchnout, ale při útěku se smrtelně poraní o skleněné dveře.
Když dorazí peníze, manželka je vyzvedne, ale ignoruje kolemjedoucí auto. Lupič poté oba spoutá odděleně. Řediteli přizná, že ho zajímalo, jaký je život bohatých, a odhalí, že jeho žena tajně užívá antikoncepci.
Manželka se osvobodí, lupiče zabije soškou a poté zastřelí i manžela. Zbraň vloží do ruky lupiče a opouští dům.